# كابانيري الحصن الحديدي
كابانيري الحصن الحديدي (甲鉄城のカバネリ كوتيتسوجو نو كابانيري) هو مسلسل أنمي أنتجه ويت استوديو. أخرج المسلسل تيتسورو أراكي وكتبه إيتشيرو أوكوتشي، مع موسيقى هيرويوكي ساوانو وتصميم الشخصيات الأصلي هاروهيكو ميكيموتو. عُرض المسلسل في فقرة نويتامينا على تلفزيون فوجي في 8 أبريل 2016. عُرضت مقدمة المسلسل لمدة أسبوع بدور العرض في اليابان ابتداءً من 18 مارس 2016. أمازون قد عرضت المسلسل عبر خدمة أمازون إنستانت فيديو. وسيُعرض فيلمين للمسلسل في دور العرض في اليابان في 30 ديسمبر 2016 و7 يناير 2017. كرانشي رول قد قامت بترخيص المسلسل بنسختي بلو راي ودي في دي بالإضافة إلى حقوق النقل.
لعبة فيديو مطورة من قِبل TriFort, Inc. ونشرتها DMM.com معنونة Kōtetsujō no Kabaneri -Ran- Hajimaru Michiato (甲鉄城のカバネリ -乱-، حرفيًا. "كبانيري الحصن الحديدي: بداية مسارات التمرد") وتم إصدارها خريف 2018 في أندرويد وآي أو إس، والافتتاحية تمت من طرف ويت ستوديو. يوجد فيلم أنمي يسلط الضوء بعد ستة أشهر من أحداث سلسلة الأنمي، بعنوان كابانيري الحصن الحديدي: معركة يوناتو (甲鉄城のカバネリ 〜海門決戦〜 Kōtetsujō no Kabaneri: Unato Kessen) تم عرضه في 10 مايو 2019 في المسارح اليابانية وكذلك مرخص حصريا في كل من نتفليكس وأمازون.

## الحبكة
يظهر فيروس غامض خلال الثورة الصناعية والذي يحول الأشخاص المصابين به إلى كاباني (カバネ) ثم سريعًا ما ينتشر. الكاباني عدوانيون ومخلوقات غير ميتة والتي لا يمكن هزيمتها إلا بثقب قلبها المتوهج ولكنه محمي بطبقة من الحديد. لسوء الحظ، معظم الأسلحة البيضاء ومسدسات ضغط البخار والتي يستخدمها البوشي ليست فعالة ضدهم. على الجزيرة الدولة هينوموتو، بنى الناس محطات أشبه بالحصون لحماية أنفسهم من هذه الكائنات. يدخل الناس هذه المحطات وينقلون السلع بينهم بمساعدة القاطرات البخارية. ذات يوم، يسيطر الكاباني على قطار مصفح ويقتحمون محطة أراغاني ويحتلون المدينة. حينئذٍ، مهندس شاب يدعى إكوما يستغل الفرصة لاختبار نجاح سلاحه المضاد للكاباني المسمَّى المسدس الثاقب (ツラヌキ筒 تسورانوكي زوتسو) ولكنه يصاب أثناء ذلك، ومع ذلك يتمكن من مقاومة الفيروس ويصبح كابانيري (カバネリ) - وهو هجين من البشر والكاباني. تساعده مومي - كابانيري آخر تظهر لمساعدتهم - في رحلة سفره مع الناجين من المحطة الحصن الحديدي (甲鉄城 كوتيتسوجو) بحثًا عن مأوى في مكان آخر، محاربين حشود الكاباني على طول الطريق.

## الشخصيات
| الشخصية                      | مؤدي الصوت الياباني |
| ---------------------------- | ------------------- |
| إكوما (生駒)                 | تاسوكو هاتاناكا     |
| مومي (無名)                  | ساياكا سينبونغي     |
| أيامي يوموغاوا (四方川 菖蒲) | مآيا أوتشيدا        |
| كوروسو (来栖)                | توشيكي ماسدا        |
| تاكومي (逞生)                | يوكي كاجي           |
| كاجيكا (鰍)                  | كاناي أوكي          |
| يوكينا (侑那)                | ماريا إيسي          |
| سوكاري (巣刈)                | ريوتا أوساكا        |
| كيبيتو (吉備土)              | كينسوكي ساتو        |
| سوزوكي (鈴木)                | ماكسويل باورز       |
| بيبا أماتوري (天鳥 美馬)     | مامورو ميانو        |
| هوروبي (滅火)                | أيا إندو            |
| أوريو (瓜生)                 | كايتو إيشيكاوا      |
| كاغييوكي                     | شينيتشيرو ميكي      |
| ميوكي                        |                     |

## الوسائط

### مسلسل الأنمي
| الرقم | عنوان الحلقة                    | تاريخ العرض الأصلي |
| ----- | ------------------------------- | ------------------ |
| 1     | «جثة خائفة» (脅える屍)          | 8 أبريل 2016       |
| 2     | «ليلة لا تنتهي» (明けぬ夜)      | 22 أبريل 2016      |
| 3     | «عرض الصلاة» (捧げる祈り)       | 29 أبريل 2016      |
| 4     | «دم متدفق» (流る血潮)           | 6 مايو 2016        |
| 5     | «ظلام محتوم» (逃げられぬ闇)     | 12 مايو 2016       |
| 6     | «تجمع الضوء» (集う光)           | 19 مايو 2016       |
| 7     | «استجداء السماوات» (天に願う)   | 26 مايو 2016       |
| 8     | «القناص الصامت» (黙す狩人)      | 2 يونيو 2016       |
| 9     | «ناب الخراب» (滅びの牙)         | 9 يونيو 2016       |
| 10    | «الضعيف المهاجم» (攻め上ぐ弱者) | 16 يونيو 2016      |
| 11    | «حياة مشتعلة» (燃える命)        | 23 يونيو 2016      |
| 12    | «الحصن الحديدي» (甲鉄城)        | 30 يونيو 2016      |

### فيلم أنمي
صدرت ثلاث أفلام أنمي للسلسلة:

#### كابانيري الحصن الحديدي - الجزء 1: ضوء كابانيري المتجمع
يلخص الـ 6 حلقات الأولى من سلسلة التلفاز، صدر على المسارح اليابانية في 31 ديسمبر 2016 بمجموع 107 دقيقة.

#### كابانيري الحصن الحديدي - الجزء 2: الحياة تشتعل
يلخص الحلقات من 7 إلى 12 من السلسلة المتلفزة، صدر على المسارح اليابانية في 07 ينابر 2017 بمجموع 104 دقيقة.
كابانيري الحصن الحديدي - الجزء 3: معركة يوناتو
يحكي بعد نصف سنة من أحداث الأنمي المتلفز، حيث قطار «كوتيتسوجو» يواصل رحلتهُ إلى أن توقف في يوناتو منطقة اجتاحتها الكباني قبل 5 سنوات. صدر على المسارح اليابانية في 10 ماي 2019، كذلك مرخص حصريًا على نيتفليكس وأمازون، مجزء إلى 3 حلقات.

## الموسيقى التصويرية
موسيقى من طرف الملحّن هيرويوكي ساوانو.
شارة البداية كانت «كابانيري الحصن الحديدي» أداها إيغوست، في حين أن شارة النهاية «ناينلي» من أداء إيمر وتشيلي. بالنسبة للحلقة 11، كانت شارة النهاية «عبر دمي» من أداء إيمر.

### قائمة الألبومات
| رقم.             | العنوان الأصلي العنوان العربي                         | الكلمات           | الأصوات          | المدة   |
| ---------------- | ----------------------------------------------------- | ----------------- | ---------------- | ------- |
| 1                | "KABANERIOFTHEIRONFORTRESS" "كابانيري الحصن الحديدي " | كانأون            | إليانا           | 5:18    |
| 2                | "Warcry" "بكاء الحرب"                                 | - بينجامين - إمبي | إمبي             | 4:14    |
| 3                | "KGK"                                                 |                   |                  | 5:23    |
| 4                | "JAnoPAN"                                             |                   | إمبي             | 4:35    |
| 5                | "Through My Blood" "عبر دمي"                          | كانأون            | مايكا كوباياشي   | 4:14    |
| 6                | "noname" "بلا اسم"                                    |                   |                  | 4:39    |
| 7                | "88城"                                                |                   |                  | 4:35    |
| 8                | "VIVALABIBA"                                          |                   |                  | 4:00    |
| 9                | "ComeBack音"                                          |                   |                  | 7:15    |
| 10               | "Next of Kin" "العشيرة الموالية"                      | - بينجامين - إمبي | بينجامين         | 3:27    |
| 11               | "araganeekiNo@8女"                                    |                   |                  | 4:38    |
| 12               | "克JOU気MACHINE甲"                                    |                   |                  | 6:57    |
| 13               | "Grenzlinie" ("Borderline")                           | ريي               | سيوا             | 4:56    |
| 14               | "Ktetsu上-abdli"                                      |                   |                  | 3:38    |
| 15               | "1coma"                                               |                   | مايكا كوباياشي   | 5:33    |
| 16               | "icon"                                                | كانأون.           | إليانا           | 4:23    |
| المدة الإحمالية: | المدة الإحمالية:                                      | المدة الإحمالية:  | المدة الإحمالية: | 1:17:45 |

## الاستقبال
فازت السلسلة بجائزة نيوتايب لسنة 2016، وذلك لأفضل؛ أنمي مُتلفز، موسيقى تصويرية، رسم الشخصيات، نص سنيمائي وأفضل استوديو.

## وصلات خارجية
- كابانيري الحصن الحديدي على موقع IMDb (الإنجليزية)
- كابانيري الحصن الحديدي على موقع روتن توميتوز (الإنجليزية)
- كابانيري الحصن الحديدي على موقع فيلمافينيتي (الإسبانية)
- كابانيري الحصن الحديدي على موقع ليتربوكسد (الإنجليزية)
- كابانيري الحصن الحديدي على موقع كينوبويسك (الروسية)
- كابانيري الحصن الحديدي على موقع قاعدة بيانات الفيلم (الإنجليزية)
- كابانيري الحصن الحديدي على موقع ANN anime (الإنجليزية)
- الموقع الرسمي (باليابانية)
- كابانيري الحصن الحديدي في موسوعة شبكة أخبار الأنمي (بالإنجليزية).